# Johannes Georg Brock
Johannes Georg Brock (* 16. Januar 1852 in Berlin; † 20. Februar 1889 in Göttingen) war ein deutscher Zoologe und Anatom.

## Leben
Von 1869 bis 1875 studierte Brock Medizin und Zoologie in Berlin, Würzburg, Freiburg und erneut in Berlin, wo er mit der Dissertation Ueber die Pathologie und Therapie der Uterus-Flexionen zum Doktor promoviert wurde. Von 1877 bis 1881 war er Assistent am zoologischen Institut der Universität Erlangen und von 1879 bis 1881 war er Privatdozent an der Universität Erlangen. Von 1881 bis Januar 1889 war er Privatdozent an der Universität Göttingen. 
1884 absolvierte er eine Expedition nach Indonesien, wo er hauptsächlich in der Bucht von Batavia (heute Jakarta) und auf Ambon sammelte. 1885 kehrte Brock mit einer riesigen Ausbeute von 260 Krabben-, Hummer- und Garnelenarten nach Deutschland zurück. Diese Sammlung sandte er an Johannes Govertus de Man, Kurator am Rijksmuseum van Natuurlijke Historie (heute Naturalis). 37 Arten erwiesen sich bei nachfolgenden Studien als neu für die Wissenschaft. 
Am 23. Oktober 1887 wurde Johannes Brock in die Leopoldina aufgenommen. Ende 1888 wurde er zum Professor für Histologie, Embryologie und vergleichende Anatomie an die Universität Dorpat (heute Tartu) berufen. Er starb jedoch im Februar 1889 in Göttingen an den Folgen einer doppelseitigen Lungenentzündung, kurz bevor er seinen Dienst antreten konnte. Seine Bestattung fand in Berlin statt.
Am 30. August 1889 kam in London sein Sohn Erich Brock (1889–1976) zur Welt, der später ein bekannter Philosoph, Schriftsteller und Publizist wurde. 
Zu den von Johannes Brock veröffentlichten Schriften zählen unter anderen Ueber die Entwickelung des Unterkiefers der Säughetiere (1876), Ueber die Geschlechtsorgane der Cephalopoden (1878), Studien über die Geschlechtsorgane der Knochenfische (1878), Studien über die Verwandtschaftsverhältnisse der dibranchiaten Cephalopoden (1879), Versuch einer Phylogenie der dibranchiaten Cephalopoden (1880),  Ueber die Geschlechtsorgane der Muraenoiden (1881), Beiträge zur Anatomie und Systematik der Cephalopoden (1882) sowie Zur Systematik der Cephalopoden (1887).